# Куж
Куж (там. தமிழ்) - тамільська назва каші з проса. Її зазвичай продають вуличні продавці в Таміл Наду.

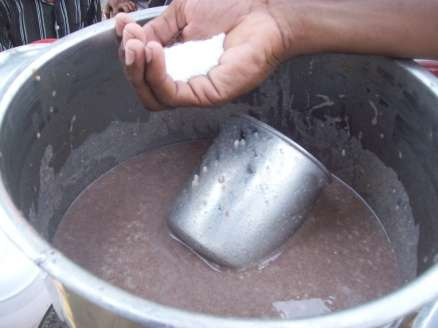
Додавання солі в куж

У Таміл Наду та інших місцях куж вживають як сніданок або обід. Куж виготовляють з борошна кежварагу (Eleusine coracana) або африканського проса і ламаного рису (в Таміл Наду називають «ноїє») в глиняному горщику. Куж може бути вегетаріанським або виготовлена з риби, крабів та курки. 
Куж можна придбати подають у продавців обабіч дороги на півдні Таміл Наду. Він зазвичай виготовляється великими партіями і отримує кислий присмак, якщо бродить. Напівтвердий куж можна знову приготувати додавши води та солі та, за бажанням, жиру, цибулі, листя каррі та листя коріандру. Його подають з гарнірами, включаючи зелений чилі, сиру цибулю, соління та манго, приправлені червоним перцем чилі, а іноді і «каруватту кожамбу», що означає засмажена суха риба. 
Неферментований куж подається гарячим, його часто вживають на храмових фестивалях Маріаммана по всій сільській місцевості Таміл Наду. Виготовлений у великих кількостях і подається в храмах Маріаммана  під час тамільського місяця Ааді тамільського календаря. У всі неділі місяця Ааді люди, які мають "вендуталу" (приватна прихильність до Бога), демонструють це, роблячи куж.